# Anselm Feuerbach

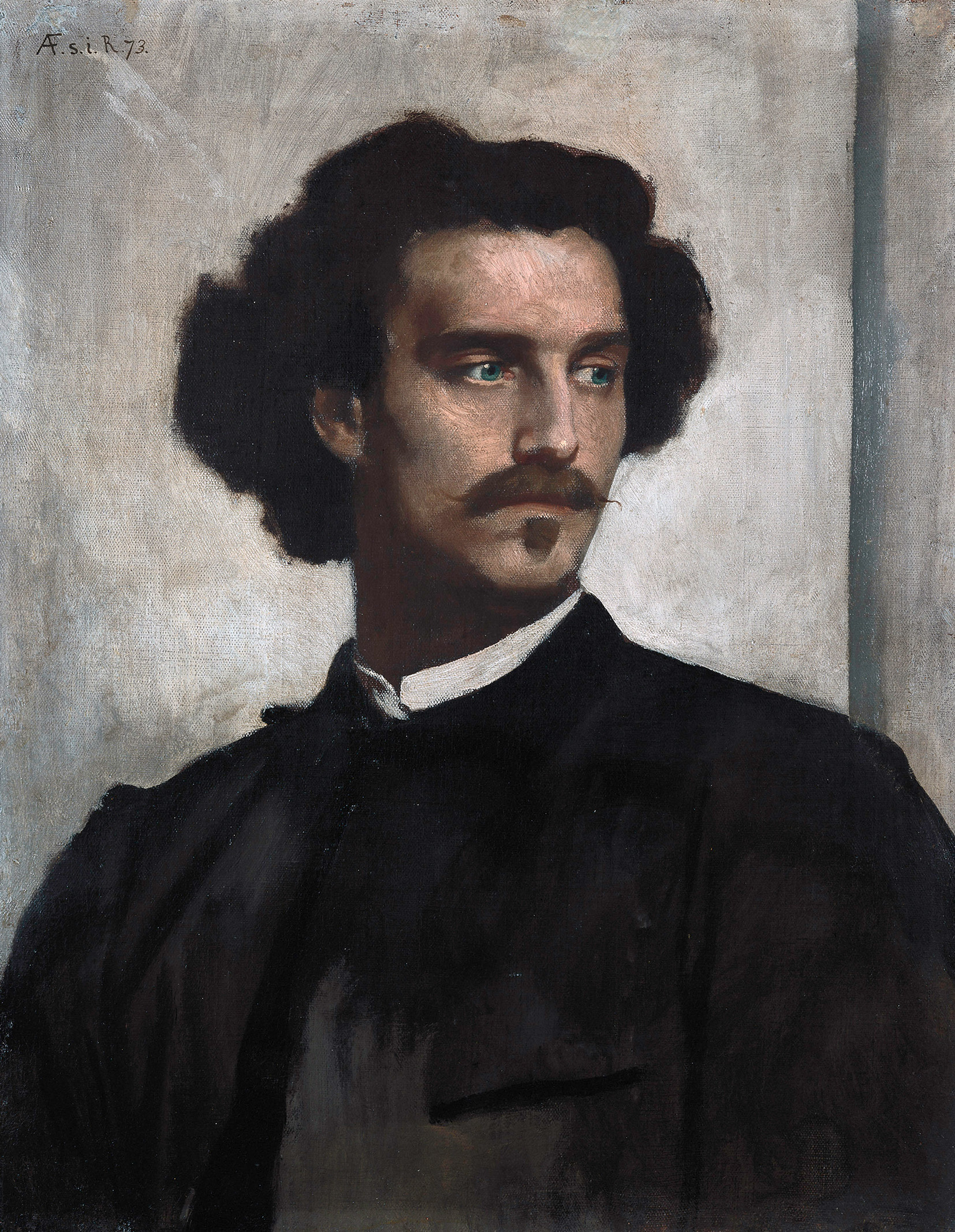
Selbstbildnis von 1873

Anselm Feuerbach (* 12. September 1829 in Speyer; † 4. Januar 1880 in Venedig) war ein deutscher Maler. Er gehört zu den bedeutendsten deutschen Malern der zweiten Hälfte des 19. Jahrhunderts.

## Leben

### Kindheit und Jugend

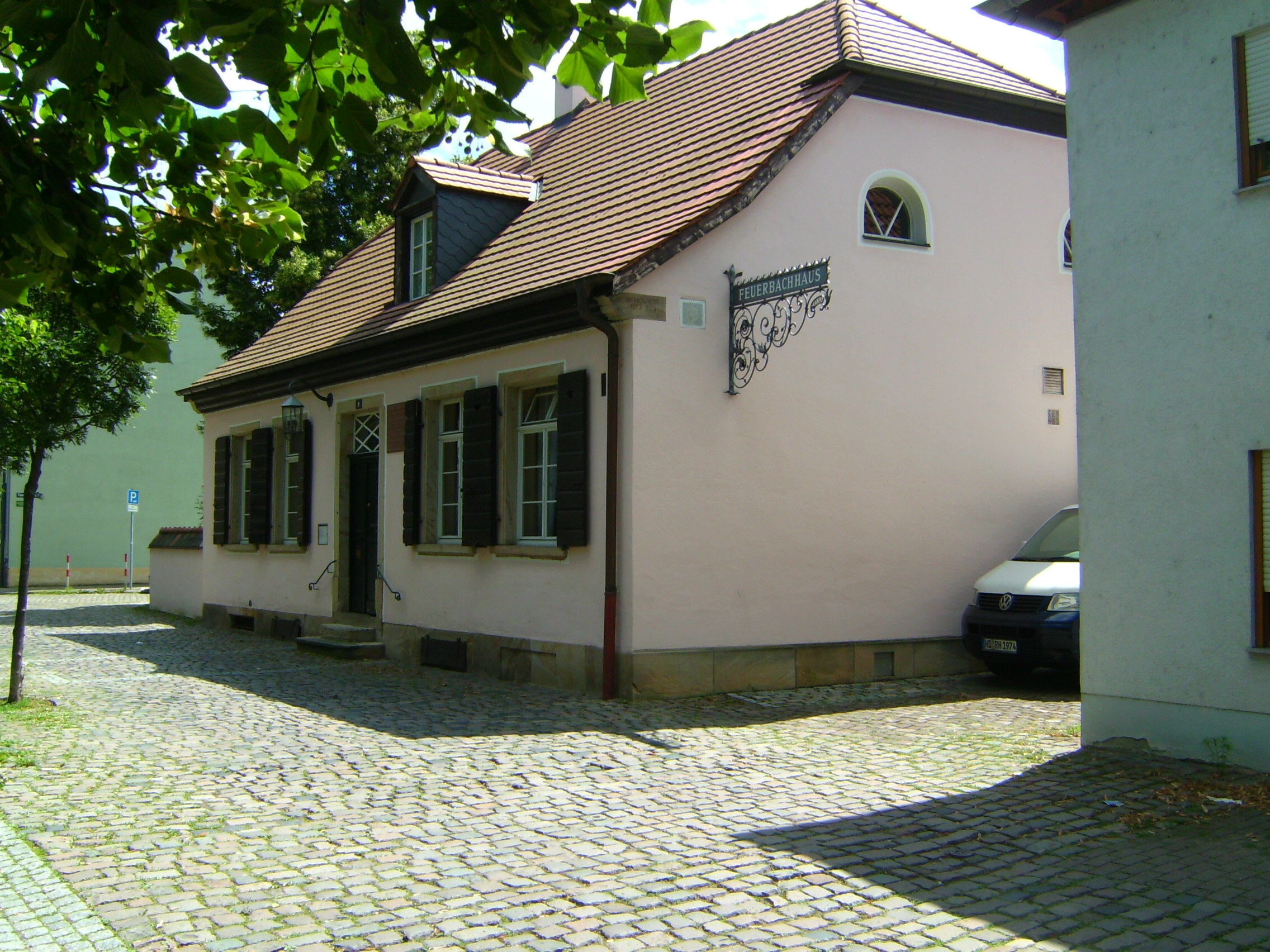
Geburtshaus von Anselm Feuerbach in Speyer

Anselm Feuerbach war ein Enkel von Paul Johann Anselm Ritter von Feuerbach und der Sohn von Joseph Anselm Feuerbach und dessen Gattin Amalie, geb. Keerl. Schon 1830 verlor er seine Mutter und wurde zusammen mit seiner Schwester Emilie für vier Jahre bei den Großeltern in Ansbach untergebracht. 1834 heiratete sein Vater Henriette Heydenreich; zwei Jahre später wurde er an die Albert-Ludwigs-Universität Freiburg berufen und zog mit seiner Familie dorthin. Anselm Feuerbach besuchte das Gymnasium in Freiburg. Ab 1843 erhielt er Zeichenunterricht vom Anatomiezeichner der Universität. 1844 malte er Szenen aus dem Nibelungenlied, und eine Auswahl von Zeichnungen wurde zur Begutachtung an Carl Friedrich Lessing und Wilhelm von Schadow nach Düsseldorf geschickt. 1845 ging er ohne Schulabschluss für zwei Jahre nach Düsseldorf, wo er sich anfangs Schadow, dann Alfred Rethel anschloss. An der Kunstakademie Düsseldorf war er Schüler von Wilhelm von Schadow, Karl Ferdinand Sohn und Johann Wilhelm Schirmer. Sein erstes größeres Gemälde, Der flötende Silen, entstand 1846. 1848 zog er nach München. In diese Zeit fiel der Einfluss durch Karl Rahl.

### Wanderjahre ab 1850
Um sich im Kolorismus zu vervollkommnen, ging er 1850 nach Antwerpen, wo er bei Gustave Wappers lernte, und 1851 nach Paris. Dort studierte er die modernen Meister und arbeitete in Thomas Coutures Atelier. Zwei seiner ersten Gemälde, Hafis in der Schenke und Der Tod Pietro Aretinos, zeigen den Einfluss Coutures, weisen aber auch bereits auf das Vorbild der Venezianer hin, denen er sich später noch enger anschloss. Weitere Maler, die ihn in dieser Lebensphase beeinflussten, waren Eugène Delacroix, Gustave Courbet, Constant Troyon und Théodore Rousseau. Möglicherweise hatte er 1853 auch Kontakt zu Édouard Manet.

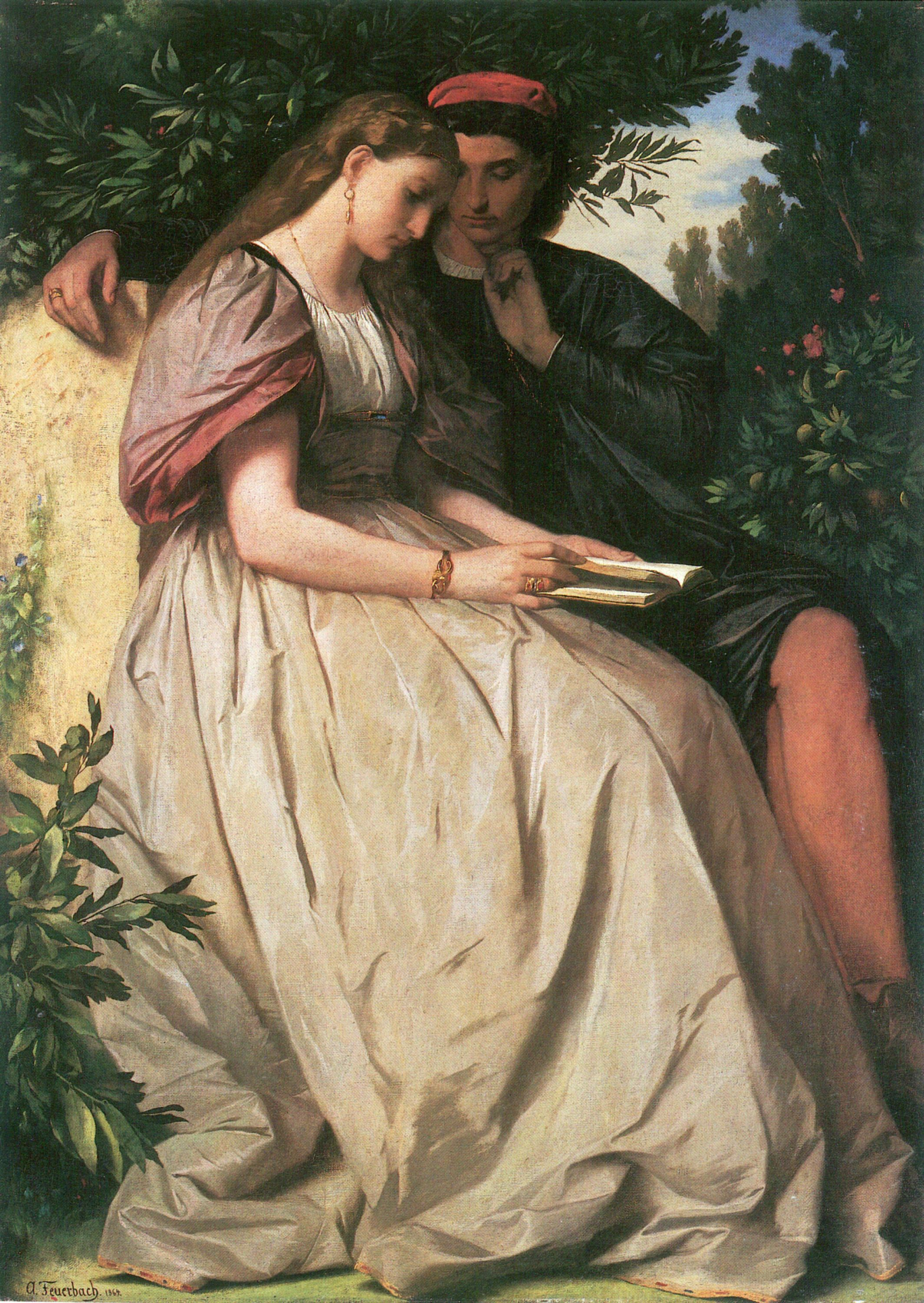
Francesca da Rimini und Paolo Malatesta, um 1864, Schack-Galerie, München

1854 kehrte er nach Deutschland zurück und 1855 ging er nach Heidelberg, wo seine mittlerweile verwitwete Stiefmutter und die Schwester Emilie lebten. Dort kam er in Kontakt mit Joseph Victor von Scheffel. Bis April 1855 lebte er in Karlsruhe, dann trat er mit Scheffel eine Studienreise nach Italien an, die ihn zunächst nach Venedig führte, wo er Tizians Himmelfahrt kopierte. Im Sommer hielt er sich im Castel Toblino auf und machte Landschaftsstudien. Im Spätherbst unterzog er sich in Venedig einer Syphiliskur. Seine Reise führte ihn 1856 nach Florenz und Rom, wo er seinen späteren Biografen Julius Allgeyer kennenlernte und sich im Studium von Michelangelo und Raffael allmählich seine eigene, spezielle Richtung ausbildete. Er orientierte sich am historisch-monumentalen Stil, aber auch am Farbenreichtum der venezianischen Malerei, dämpfte aber die Leuchtkraft der Lokalfarben durch graue Zwischentöne. Dies stieß bei seinen Zeitgenossen auf heftige Kritik.
Ab 1857 war Feuerbach Mitglied des Deutschen Künstlervereins in Rom. Engere Bekanntschaft machte er mit Arnold Böcklin, Reinhold Begas, Karl Friedrich Fries und Ludwig Passini. Vom Sammler Ludwig Landsberg erhielt er den Auftrag für Dante und die edlen Frauen in Ravenna. Damals mietete er ein Atelier im Palazzo Costa. Weil er sein Gemälde Dante behalten wollte, zahlte Feuerbach 1858 mit Hilfe eines Darlehens Scheffels Landsbergs Vorschuss zurück. Das Werk wurde im März und April an der Piazza del Popolo öffentlich ausgestellt. Der hannoversche Konsul in Palermo Karl Wedekind bestellte nach einem Atelierbesuch ein halbfertiges Kinderständchen bei Feuerbach.

### Schaffensperiode von 1860 bis 1874

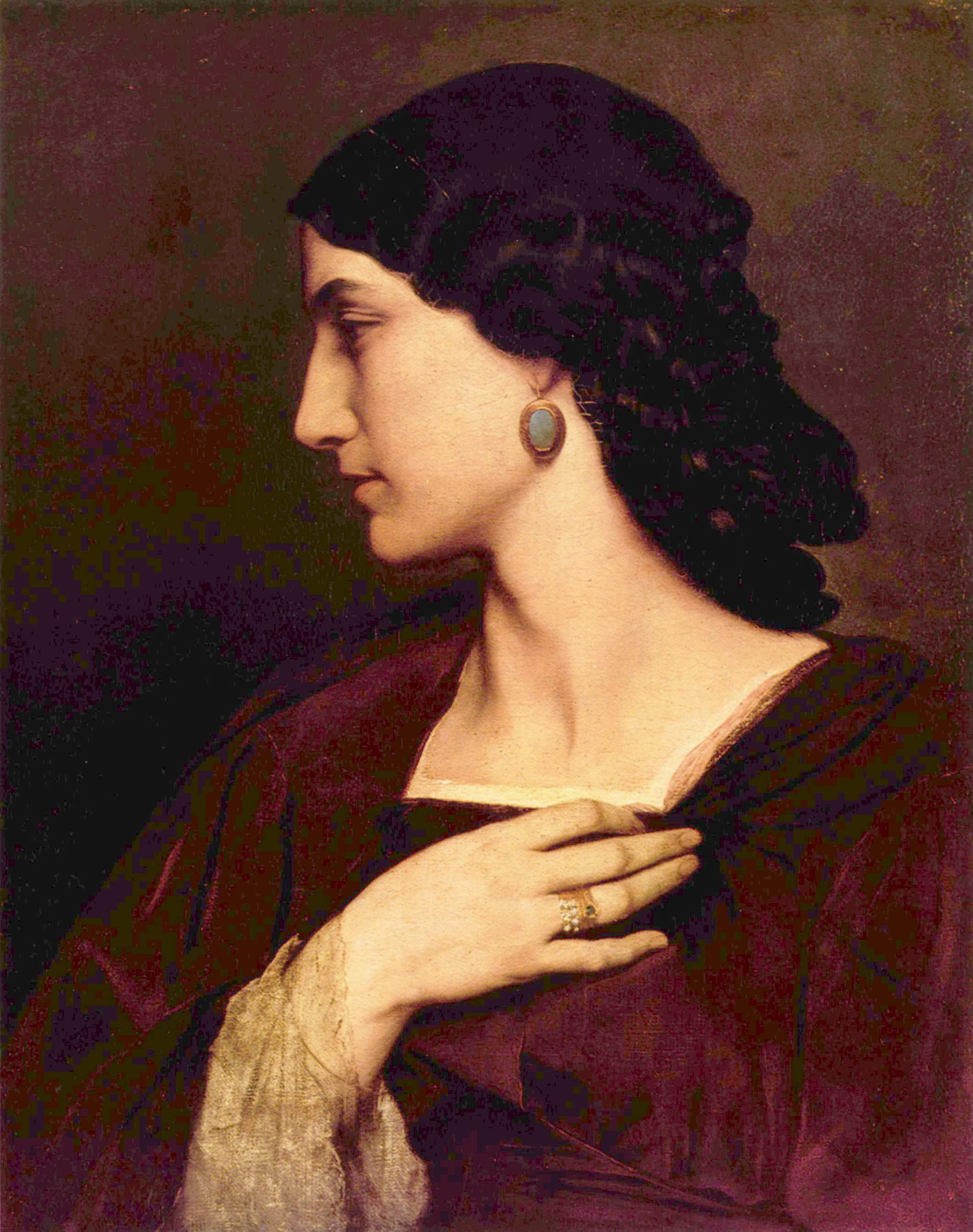
Nanna, 1861

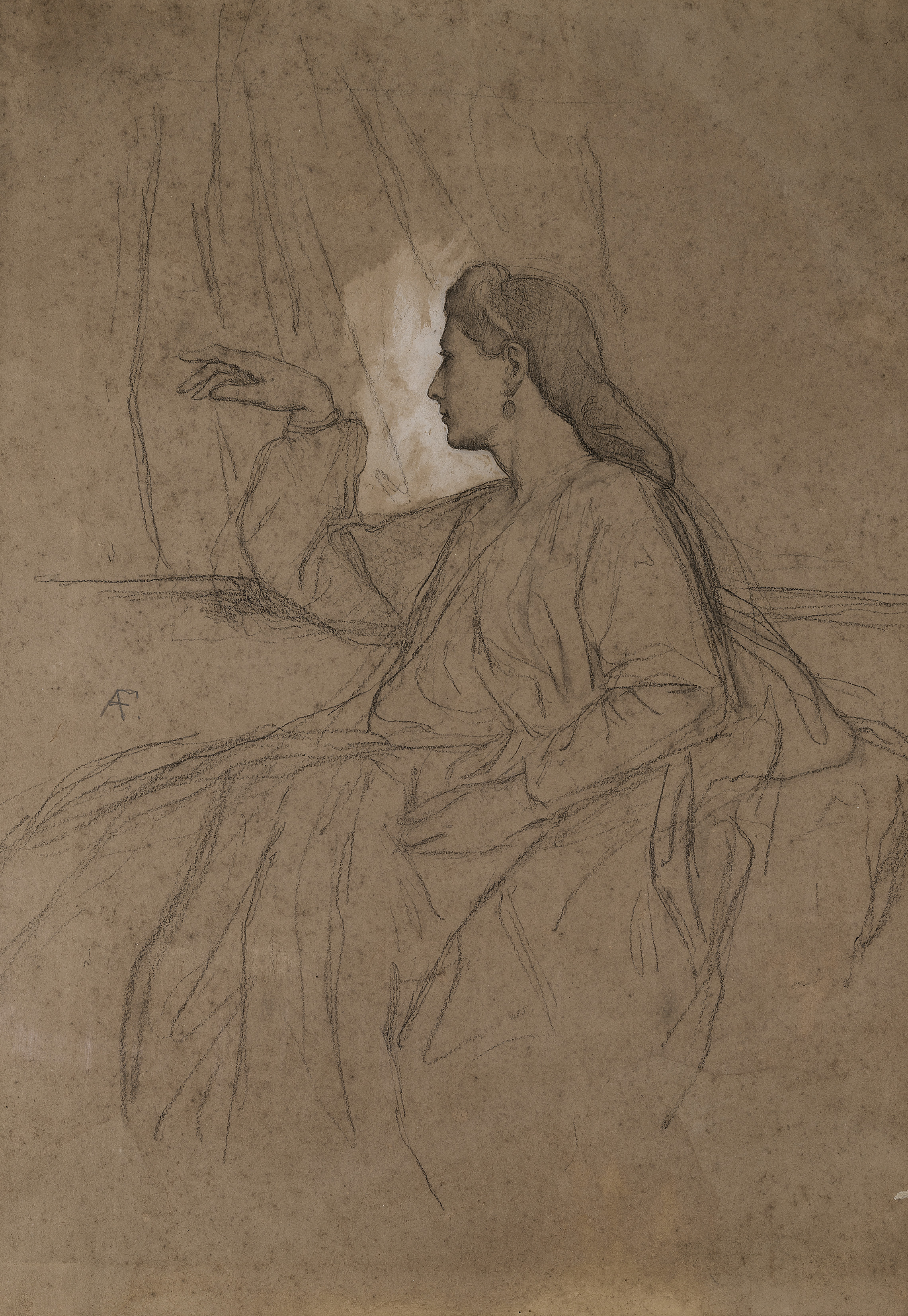
Lesbia mit dem Vogel, um 1866

1860 lernte Feuerbach Anna Risi kennen, genannt Nanna. Die Frau eines nach Rom zugewanderten Kunsttischlers wurde sein Modell und seine Geliebte. Damit begann die Serie der berühmten Nanna-Bildnisse. Vom Mai bis Oktober war er für Bildnisaufträge in Heidelberg. 1861 plante Feuerbach seine Iphigenie und das Gastmahl. Im Sommer machte er Meeresstudien in Anzio. Eine Berufung an die im Vorjahr gegründete Großherzogliche Kunstschule in Weimar lehnte er ab.
Während seines Aufenthalts in Rom fand er von 1862 bis 1868 im Grafen von Schack einen Mäzen, der elf seiner Werke ankaufte. Zunehmend führte die Stiefmutter Henriette die geschäftliche Korrespondenz mit Schack.
Die Iphigenie wurde 1862 in Karlsruhe, Stuttgart und Berlin ausgestellt.
Es entstanden Francesca da Rimini und Paolo Malatesta, Laura und Petrarca, Hafis am Brunnen, die Pieta (1863) und die Kinderbilder Idyll aus Tivoli, Belauschtes Kinderkonzert und Mutterglück. War in diesen Gemälden neben der klassischen Formengebung noch ein romantischer Zug zu finden, so wandte sich Feuerbach von da an fast ausschließlich der Darstellung antiker Gegenstände im Gewand des modernen, aber durch eine völlig plastische Formenbehandlung gedämpften und gebundenen Kolorismus zu. Beispiele hierfür sind Iphigenie (1871, Staatsgalerie Stuttgart) und Das Gastmahl des Plato (1873, Berliner Nationalgalerie) sowie Die Amazonenschlacht, Das Urteil des Paris und mehrere Bilder aus der Sage der Medea. Feuerbachs Freundschaft mit Böcklin zerbrach, und er hegte Selbstmordgedanken. 1865 arbeitete Feuerbach wieder an der Komposition des Gastmahls. Er schloss eine engere Bekanntschaft mit Hans von Marées. Seine Geliebte Nanna verließ ihn und ging mit einem Engländer nach Süditalien. Den Sommer 1866 verbrachte Feuerbach wieder in Anzio, um Studien für den Hintergrund der Münchener Medea zu machen. Er lernte Lucia Brunacci kennen, die wie Nanna sein Modell und seine Geliebte wurde. Im Oktober reiste er nach Berlin. Feuerbach glaubte, durch den Sieg Preußens über Österreich im Deutschen Krieg werde sich dort der kulturelle Mittelpunkt Deutschlands bilden. Er erhielt einen Auftrag Schacks für die Medea und Ricordo di Tivoli.
1867 fand Feuerbach endlich in Rom ein großes Atelier in der Via S. Nicola da Tolentino. Ende März reiste er zur Erholung nach Baden-Baden. Er hatte nun engeren Kontakt mit Clara Schumann und Johannes Brahms. Im Oktober war er wieder in Rom, wo Feuerbach und Marées sich mit Conrad Fiedler anfreundeten. Die Beziehung zu Fiedler kühlte sich schnell ab, weil dieser den mittellosen Marées unterstützte. Im Dezember 1868 erfolgte der Abbruch der Beziehung zu Schack.

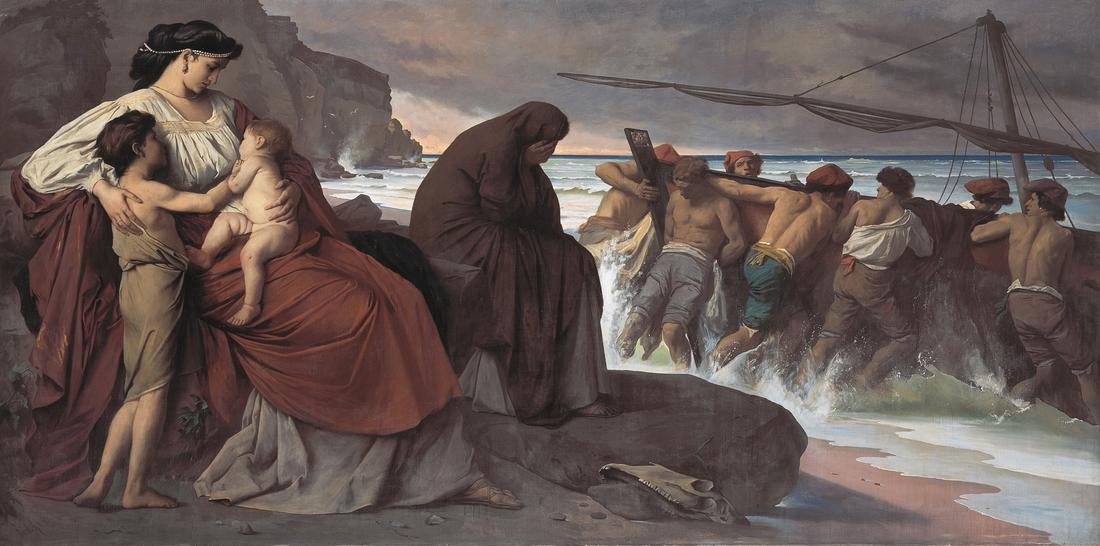
Medea, 1870, Neue Pinakothek

1869 vollendete Feuerbach die erste Fassung des Gastmahls, die er auf der Großen Internationalen Kunstausstellung in München ausstellte. Dort wurde das Bild von der Malerin Marie Röhrs erworben. Der Karlsruher Kunstverein bemühte sich um eine Ausstellung des Gastmahls. Auch die Möglichkeit einer Berufung nach Karlsruhe stand im Raum, doch Feuerbach reagierte ablehnend. Dennoch wurde 1870 die Medea in Karlsruhe ausgestellt. Der Karlsruher Hof interessierte sich für Feuerbach, doch dieser konterkarierte durch übersteigerte Forderungen die Absicht des Großherzogs, ihn nach Karlsruhe zu ziehen. Im Juli dieses Jahres war er in Berlin. Durch den Ausbruch des Deutsch-Französischen Krieges konnte er erst im September nach Rom zurückkehren. Im Herbst stellte er Das Urteil des Paris mit Hilfe Ferdinand Kellers fertig, das zur Berliner Herbstausstellung geschickt wurde.
1871 begann Feuerbach die Arbeit an der zweiten Fassung der Amazonenschlacht und an der zweiten Fassung des Gastmahls. 1872 reiste er nach Heidelberg und von dort nach Wien, wo er erstmals mit Rudolf Eitelberger zusammentraf und wegen einer Professur an der Wiener Akademie der Bildenden Künste vorfühlte. Die Berufung zum Professor erfolgte am 7. August. Feuerbach vollendete seine Amazonenschlacht und ging im Juni 1873 an die Akademie der bildenden Künste Wien. In das Jahr 1873 fiel auch der Tod der Schwester Emilie. Feuerbach war mit seiner berühmten Iphigenie auf der Wiener Weltausstellung vertreten und schwankte angesichts der Erfolge Hans Makarts zwischen Bewunderung und Neid. 1874 stellte er Die Amazonenschlacht und die zweite Fassung des Gastmahls im Wiener Künstlerhaus aus. Die Kritiker reagierten ablehnend.

### Letzte Jahre

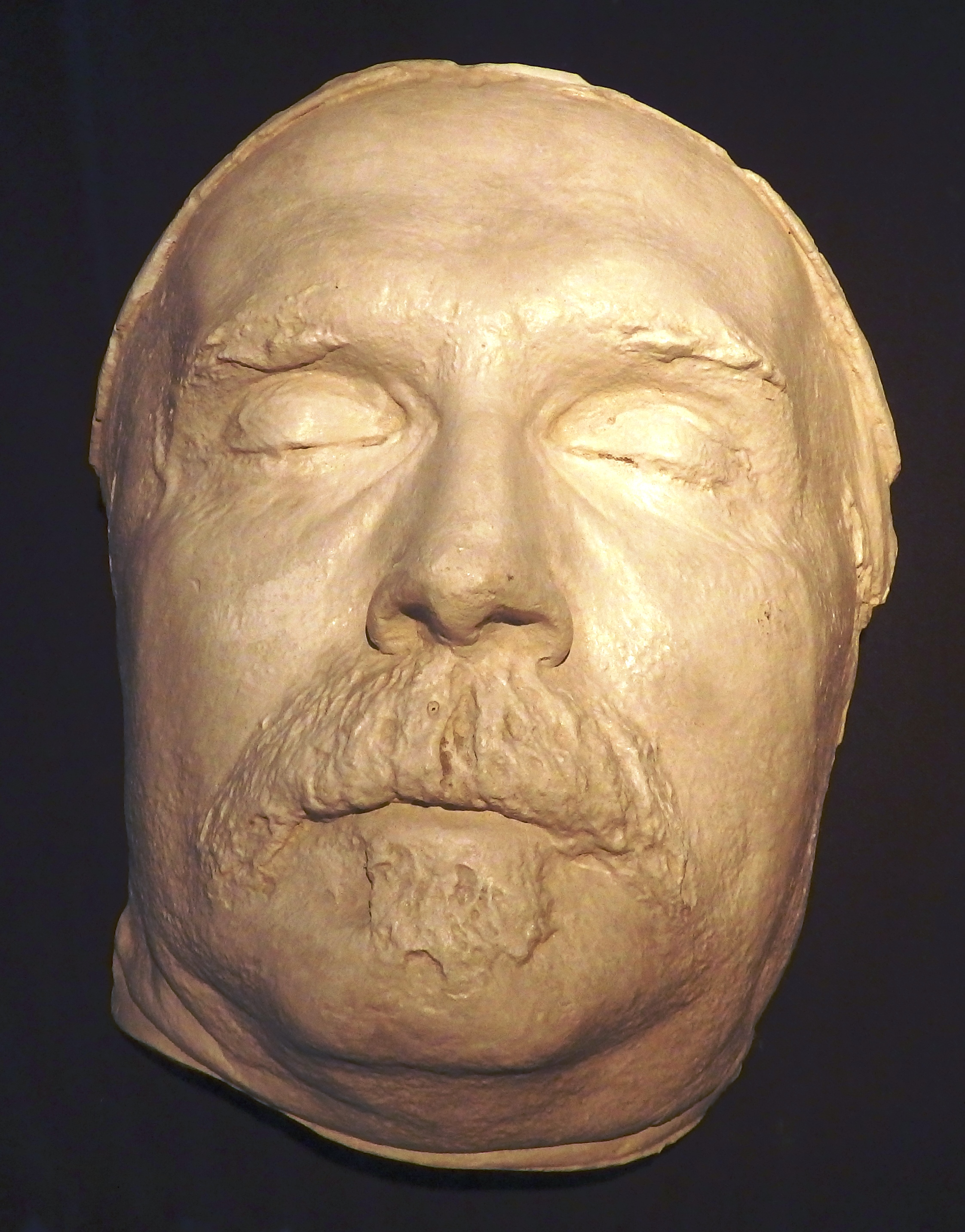
Totenmaske Feuerbachs, Museum Geburtshaus Anselm Feuerbach, Speyer

Feuerbach pendelte 1875 zwischen Wien und Rom und wurde wegen nicht eingereichter Urlaube vom Ministerium ermahnt. Ab Oktober war er wieder in Wien. Er begann mit den Arbeiten am Titanensturz für den Plafond der Aula der Akademie der bildenden Künste Wien. An diesem Werk arbeitete er ab 1878 intensiv; er vollendete es infolge von Meinungsverschiedenheiten mit dem Architekten Theophil Hansen erst 1880 in Rom; auf der Münchener Ausstellung 1879 stieß der Titanensturz indes auf heftige Kritik.
Im März 1876 erkrankte Feuerbach an einer Lungenentzündung. Mit hohem Fieber fuhr er zur Stiefmutter nach Heidelberg. Ein großer Teil seiner Lebenserinnerungen entstand als Pamphlet, als Abrechnung mit seinen Zeitgenossen, u. a. auch Über den Makartismus – Pathologische Erscheinung der Neuzeit. Im Juni reichte Feuerbach in Wien sein Entlassungsgesuch ein. Im Juli siedelte Henriette Feuerbach nach Nürnberg über; Feuerbach pendelte nun bis 1879 zwischen Nürnberg und Venedig.

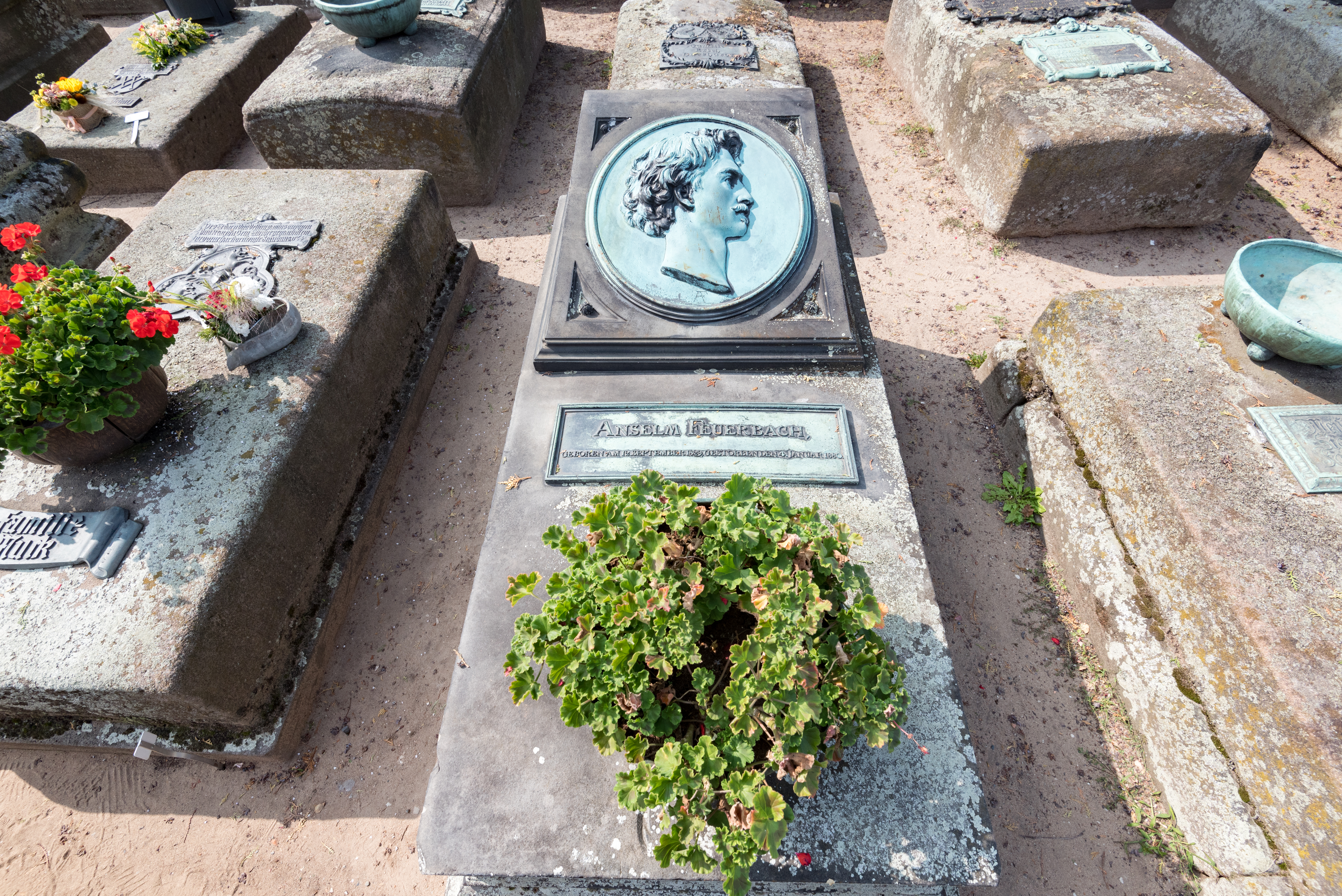
Grab auf dem St. Johannisfriedhof Nürnberg (2017)

In den letzten Jahren seines Lebens führte Feuerbach, der zeitweise mit dem Gedanken gespielt hatte, als Porträtmaler nach London zu gehen, ein Gemälde aus für den Justizpalast in Nürnberg, Huldigung Ludwigs des Bayern.
Feuerbach starb 50-jährig am 4. Januar 1880 in Venedig und wurde in Nürnberg auf dem St. Johannisfriedhof (Grab St. Johannis I / 0715) begraben.

## Gedenken
Im April 1880 fand eine große Gedächtnisausstellung seines Nachlasses in der Berliner Nationalgalerie statt.
In Düsseldorf ehrte man Feuerbach durch eine Feuerbachstraße und eine Marmorstatue, die 1921 nach einem Gipsentwurf des Bildhauers Reinhold Felderhoff aus dem Jahr 1919 geschaffen wurde. Die dort in der Alten Kunsthalle aufgestellte Statue wurde 1959 in den Volksgarten (Eingang Kruppstraße) versetzt.
In Speyer gedenkt man des Künstlers im Feuerbachhaus und durch ein 1935 bei dem Bildhauer Fritz Claus (1885–1956) in Auftrag gegebenes Anselm-Feuerbach-Denkmal, das 1950 im Feuerbachpark aufgestellt wurde.
Zum Andenken an seinen Freund Feuerbach vertonte Johannes Brahms 1880/81 Schillers Gedicht Nänie für Chor und Orchester (op. 82) und widmete es Henriette Feuerbach.

## Werke (Auswahl)

### Schriften
- Ein Vermächtnis. Knaur, Berlin 1878. Zweite Auflage, Carl Gerold’s Sohn, Wien 1885. (Digitalisat auf Google Books, abgerufen am 29. November 2023)
- Ein Vermächtnis von Anselm Feuerbach. Hrsg. Henriette Feuerbach. Propyläen-Verlag, Berlin 1924 (mit autobiograph. Aufzeichnungen Anselm Feuerbachs).
- Anselm Feuerbachs „Vermächtnis“. Die originalen Aufzeichnungen. Hrsg. und kommentiert von Daniel Kupper. Deutscher Verlag für Kunstwissenschaft, Berlin 1992, ISBN 3-87157-152-0.
- Anselm Feuerbachs Briefe an seine Mutter. Hrsg. Hermann Uhde-Bernays. 2 Bände, Meyer & Jessen, Berlin 1911.
- Adolf Friedrich von Schack und Anselm Feuerbach. Originalbriefe des Künstlers und seiner Mutter im Mecklenburgischen Geheimen und Hauptarchiv zu Schwerin. Hrsg. Walter Josephi. In: Mecklenburgische Jahrbücher, Band 103 (1939), S. 85–166. (Digitalisat auf dfg-viewer.de, abgerufen am 29. November 2023)

### Malerei
- Bacchische Szene, um 1851, Öl/Pappe, 16 × 25 cm, Privatbesitz (Ecker 1991, Kat. Nr. 71)
- Fünf kleine Kopien aus dem Louvre nach Werken von Rembrandt und Veronese, Verbleib unbekannt (vermutlich Ölskizzen, vgl. ebd., Kat. Nr. 72–76)
- Italienisches Begräbnis, 1851, Öl/Lw, 28,5 × 49 cm, München, Privatbesitz (ebd., Kat. Nr. 77)
- Hafis vor der Schänke, 1852
- Das Mädchen mit dem toten Vogel, 1854
- Der Tod des Dichters Pietro Aretino, 1854, Depositum der Gottfried Keller-Stiftung im Kunstmuseum Basel
- Versuchung des Hl. Antonius, 1855
- Dante und die edlen Frauen in Ravenna, 1858[7]
- Nana, 1861, Wallraf-Richartz-Museum & Fondation Corboud
- Iphigenie, 1862
- Badende Kinder, 1863/64, Schack-Galerie, München
- Francesca da Rimini und Paolo Malatesta, um 1864
- Der Märchenerzähler am Brunnen, 1866
- Ricordo di Tivoli, 1867
- Orpheus und Eurydike, 1869. Belvedere, Wien
- Ruhende Nymphe, 1870
- Das Urteil des Paris, 1870. Kunsthalle Hamburg, Hamburg
- Iphigenie II, 1871
- Selbstbildnis mit Zigarette, 1871. Belvedere, Wien
- Die Amazonenschlacht (zweite Fassung), 1873
- Das Gastmahl (zweite Fassung), 1874
- Am Meer – Iphigenie III, 1875. Museum Kunstpalast, Düsseldorf
- Die Stiefmutter des Künstlers, 1878. Alte Nationalgalerie, Berlin

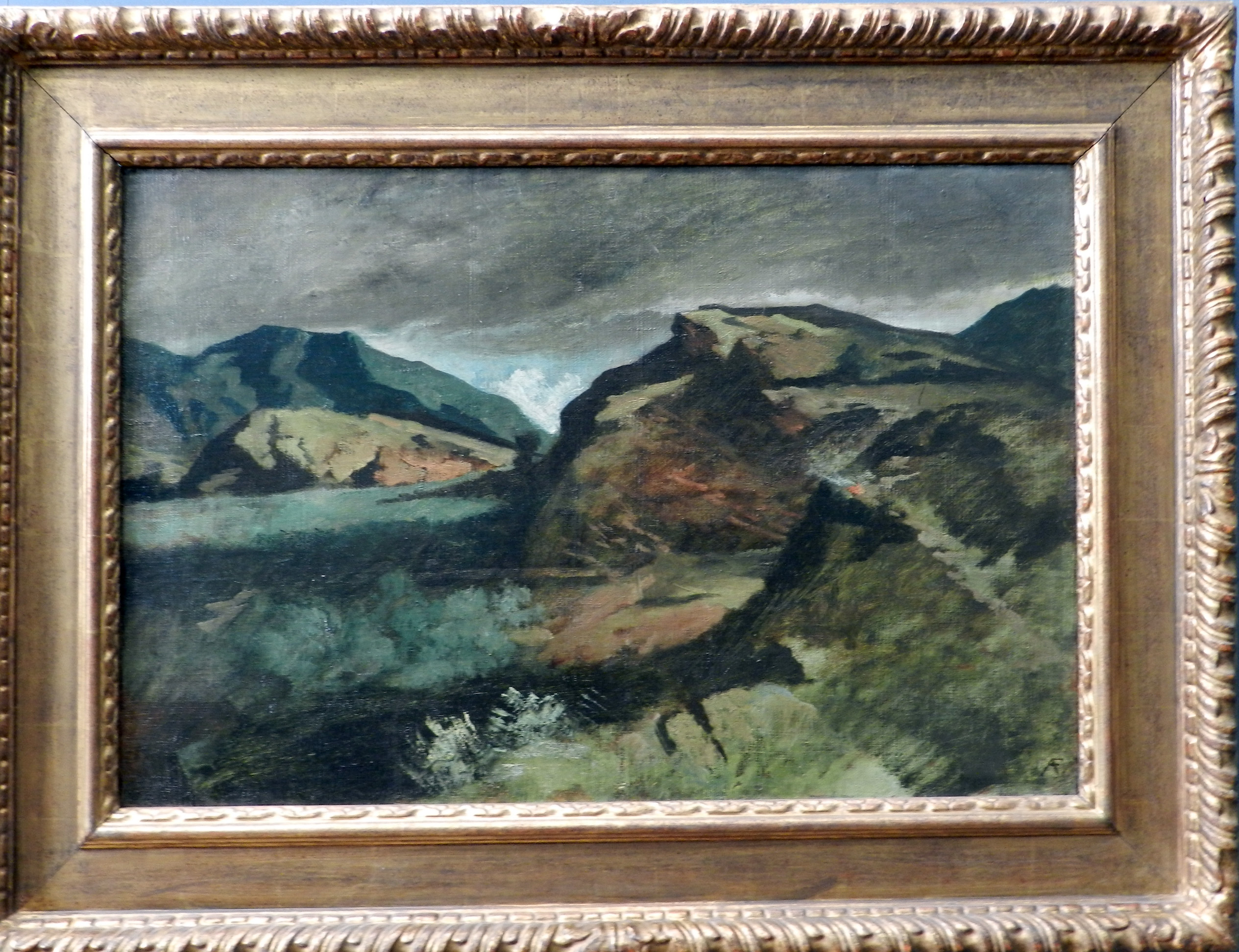
Heroische Landschaft, 1855
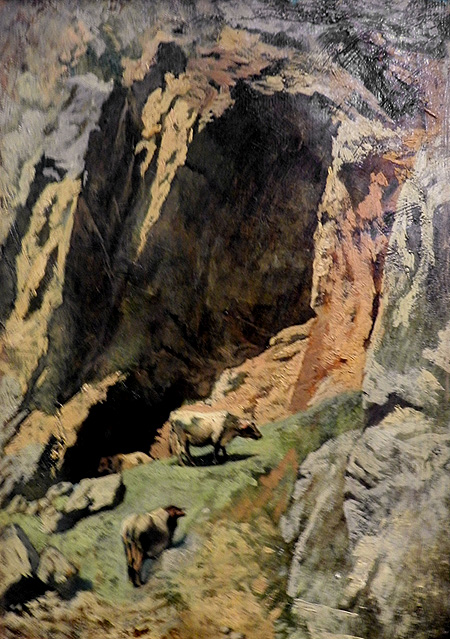
Felsspalt mit Kühen, 1855
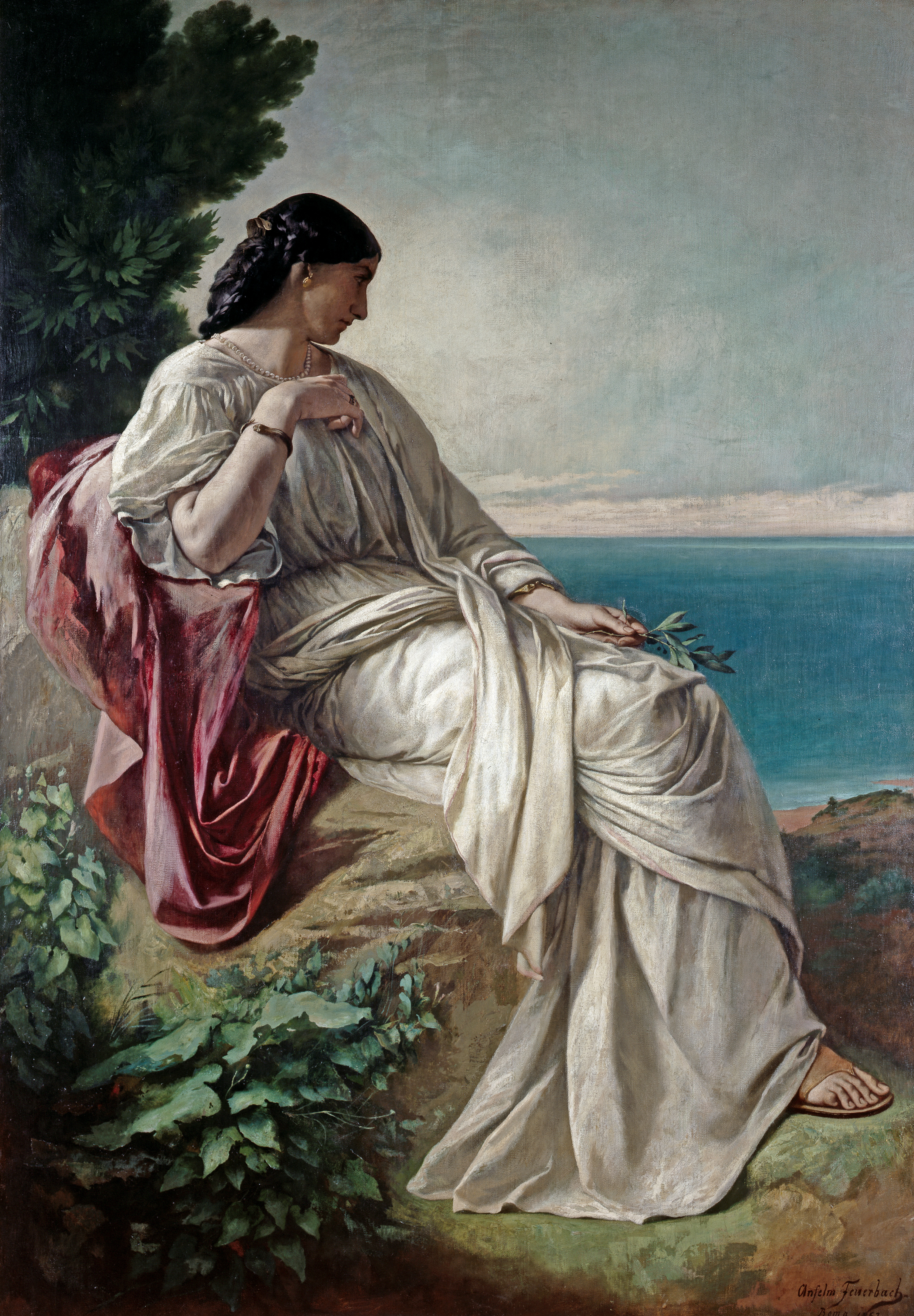
Iphigenie, 1862
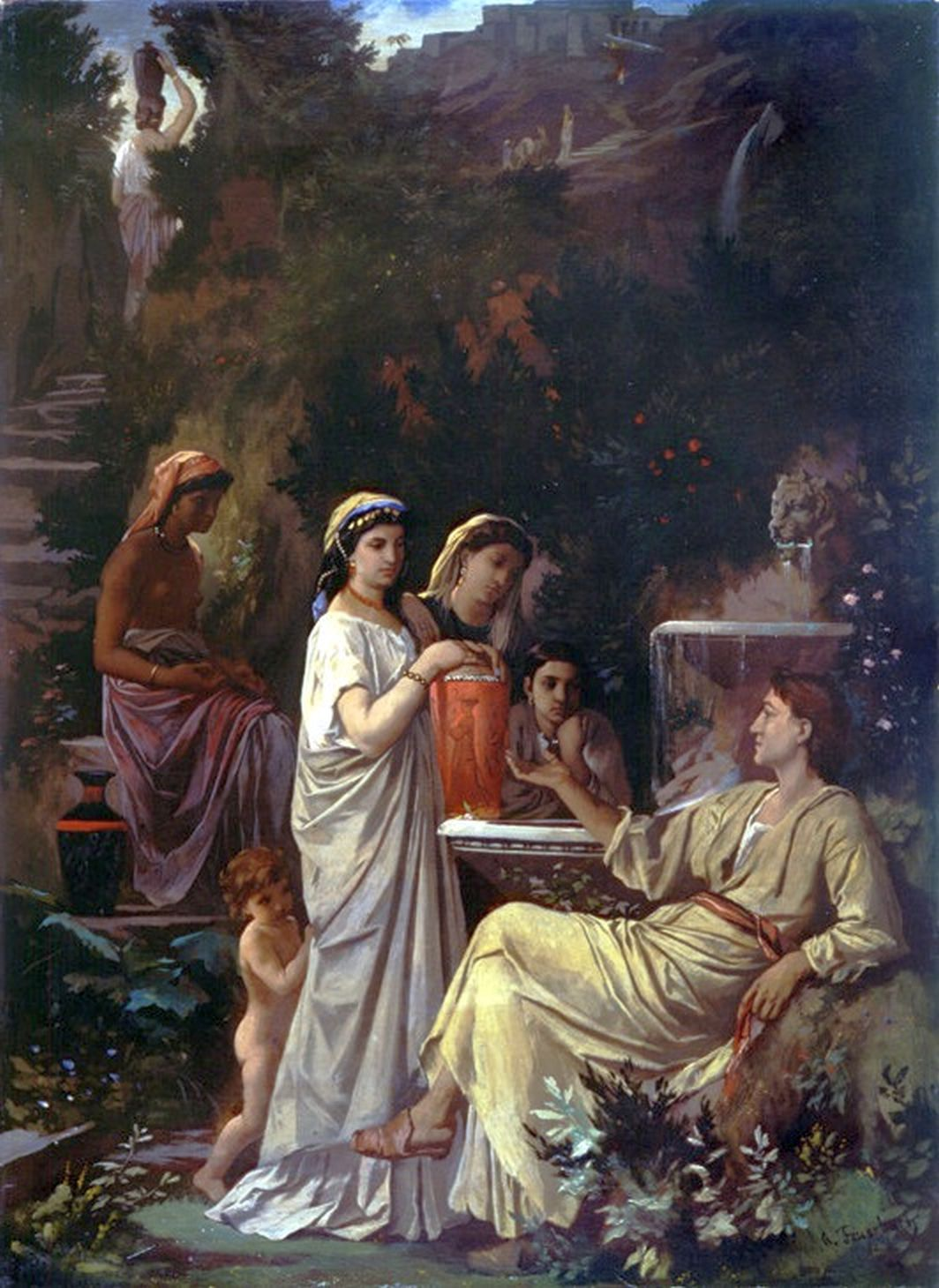
Der Märchenerzähler am Brunnen, 1866
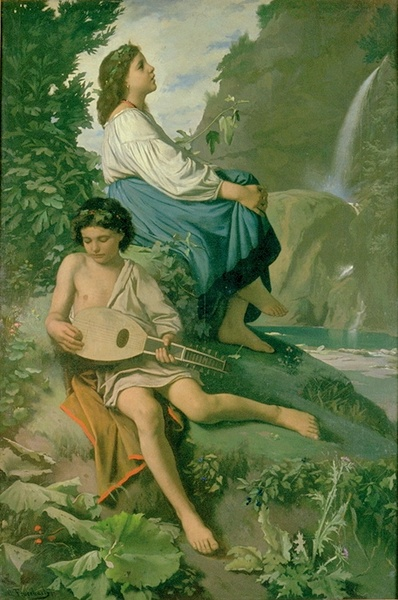
Ricordo di Tivoli, 1867
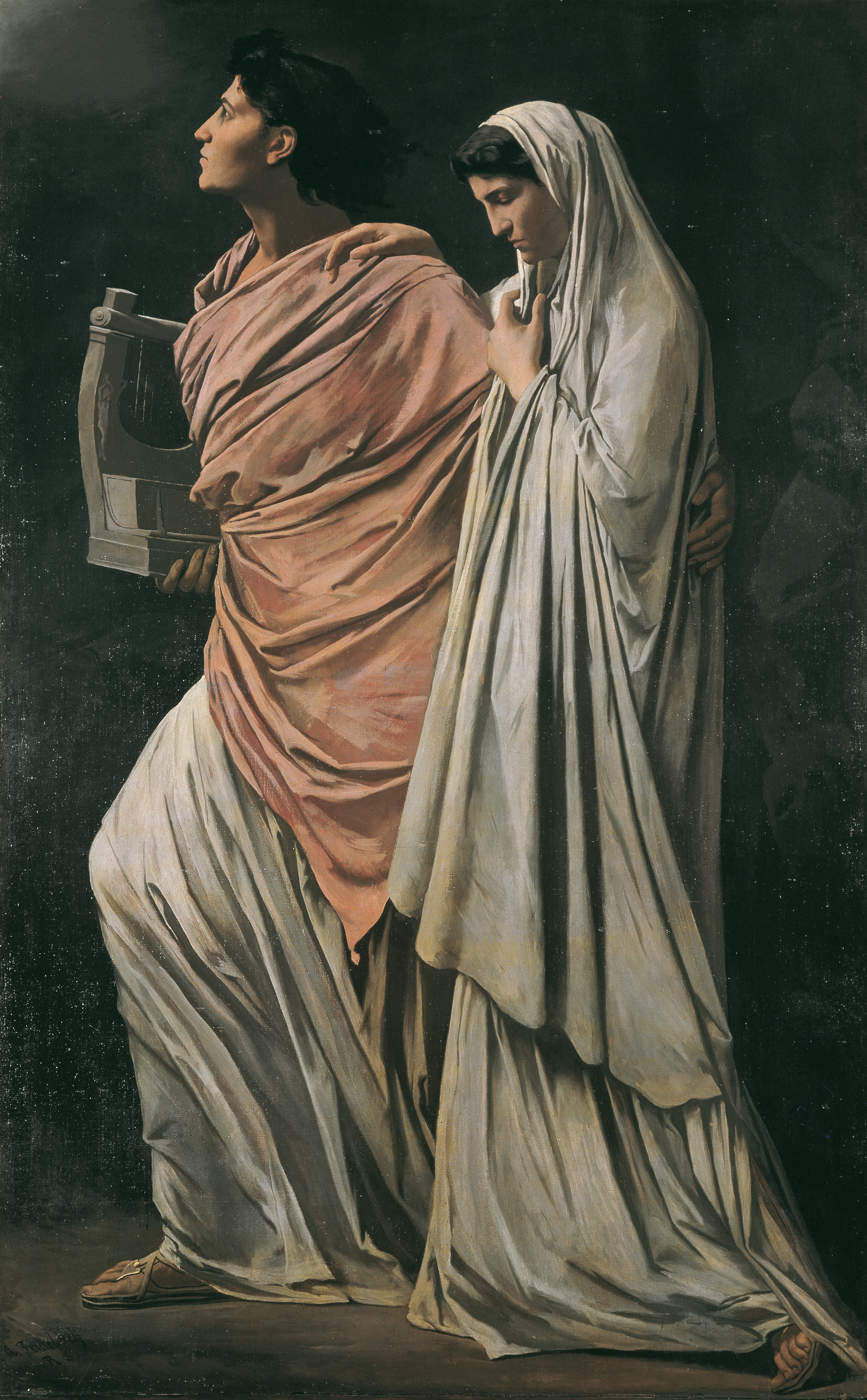
Orpheus und Eurydike, 1868–1869
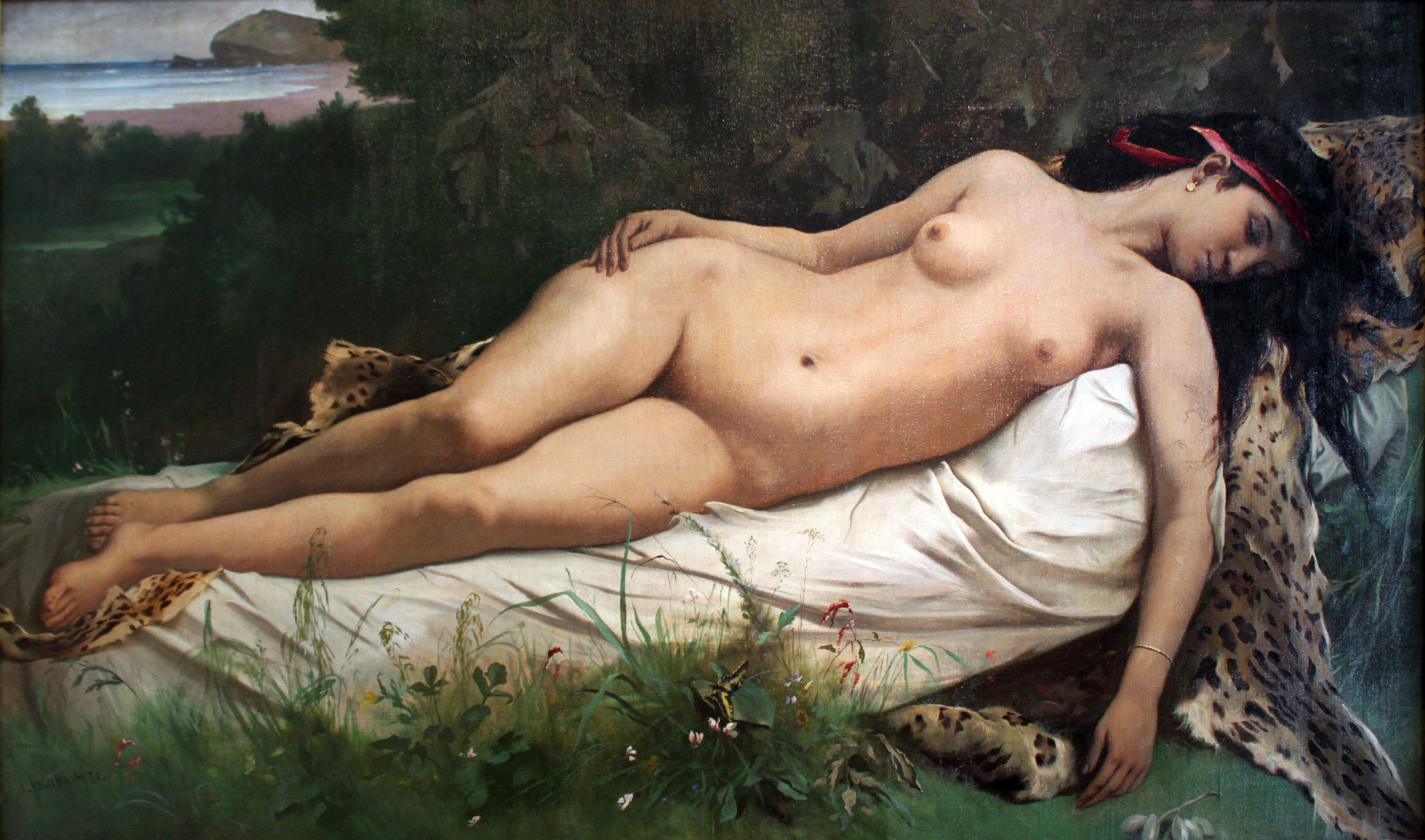
Ruhende Nymphe, 1870
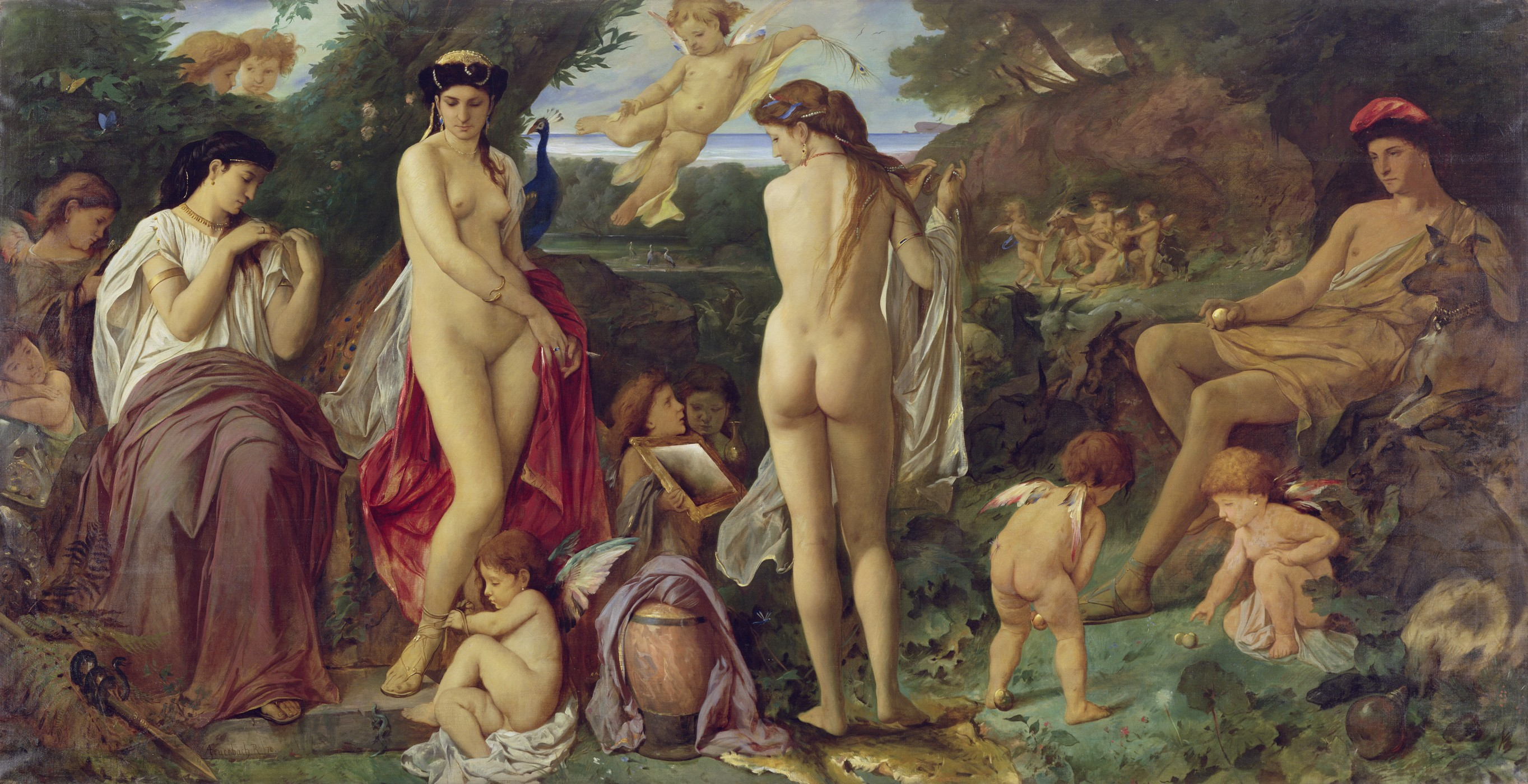
Das Urteil des Paris, 1870
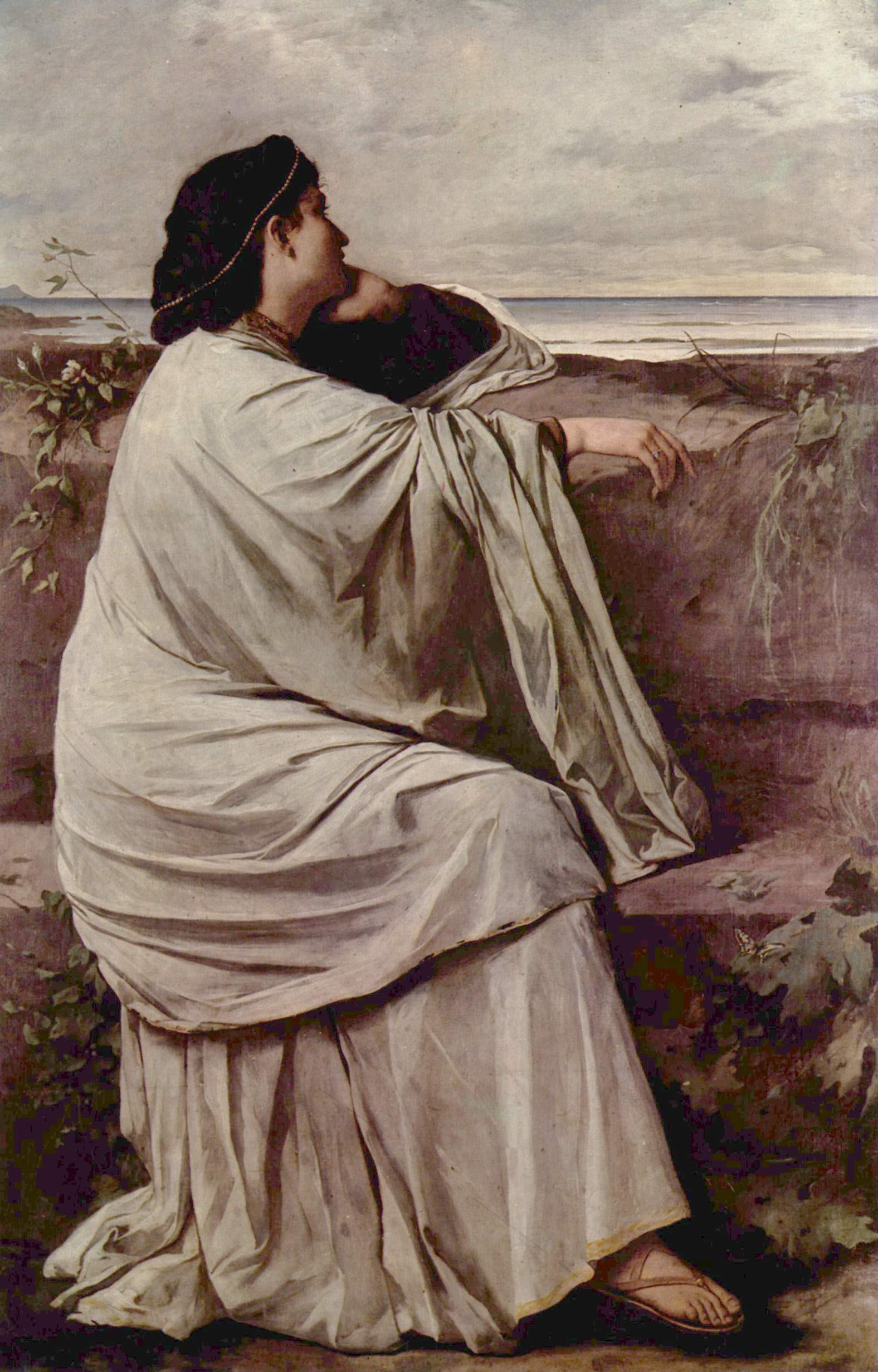
Iphigenie II, 1871
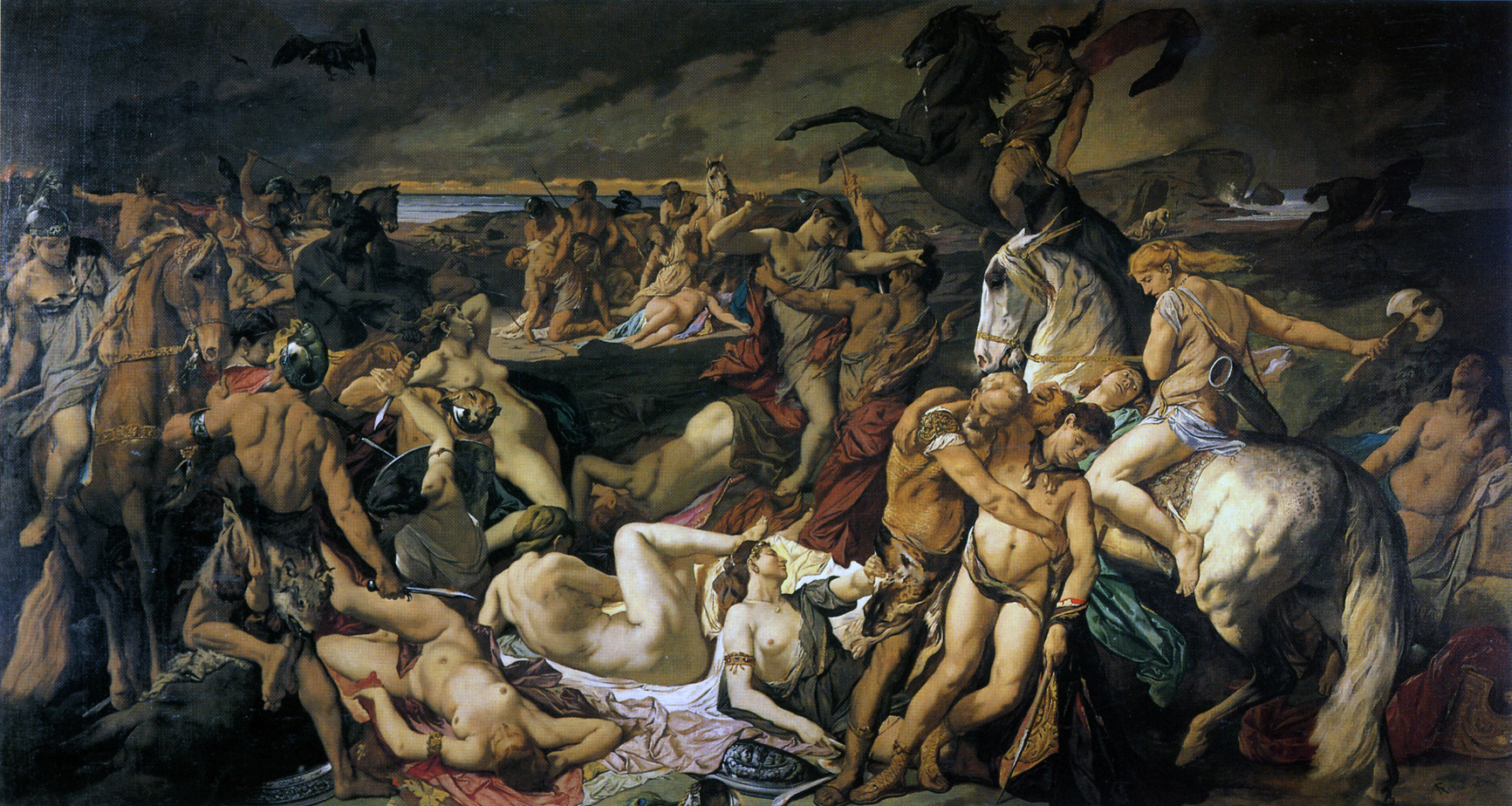
Die Amazonenschlacht, 1873
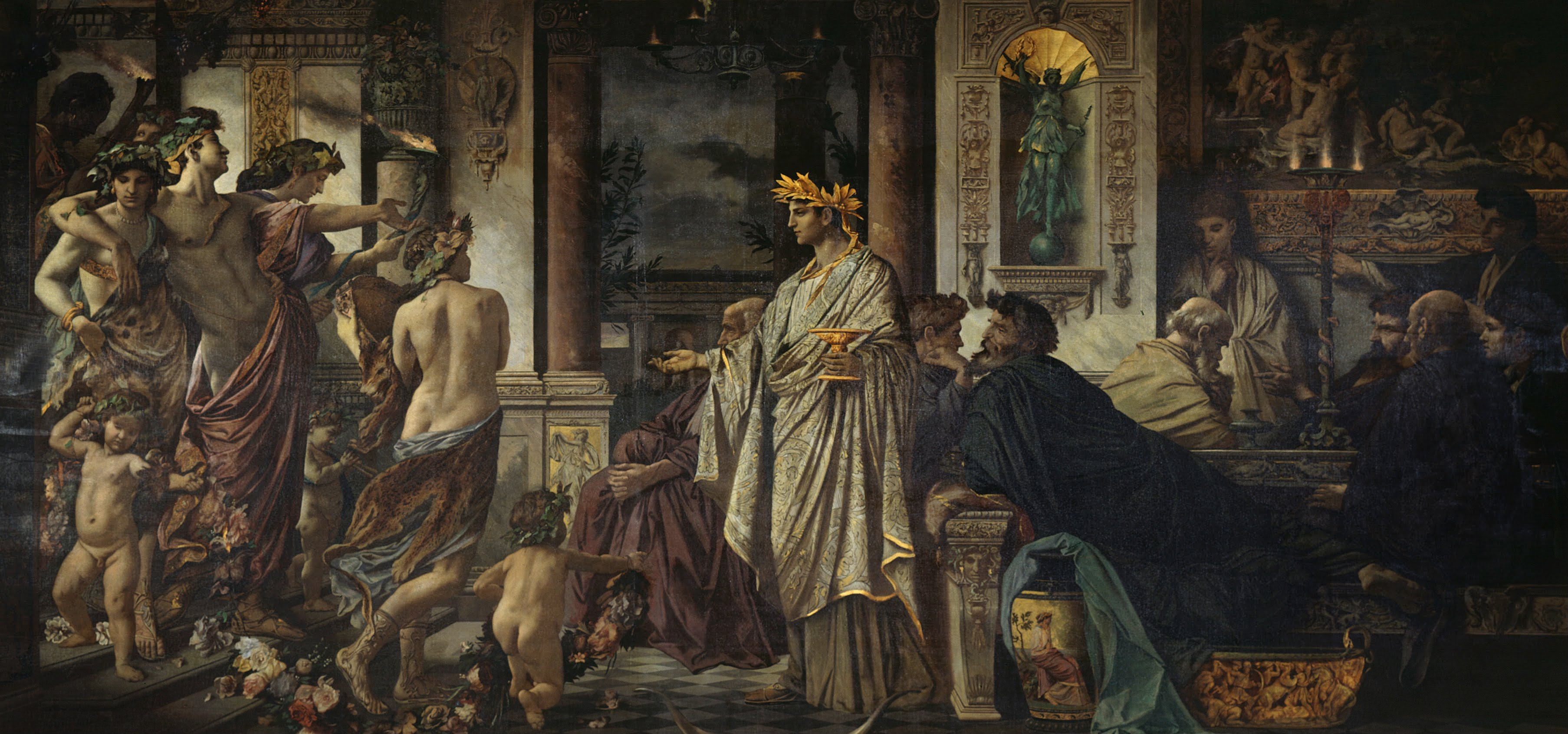
Das Gastmahl, 1874
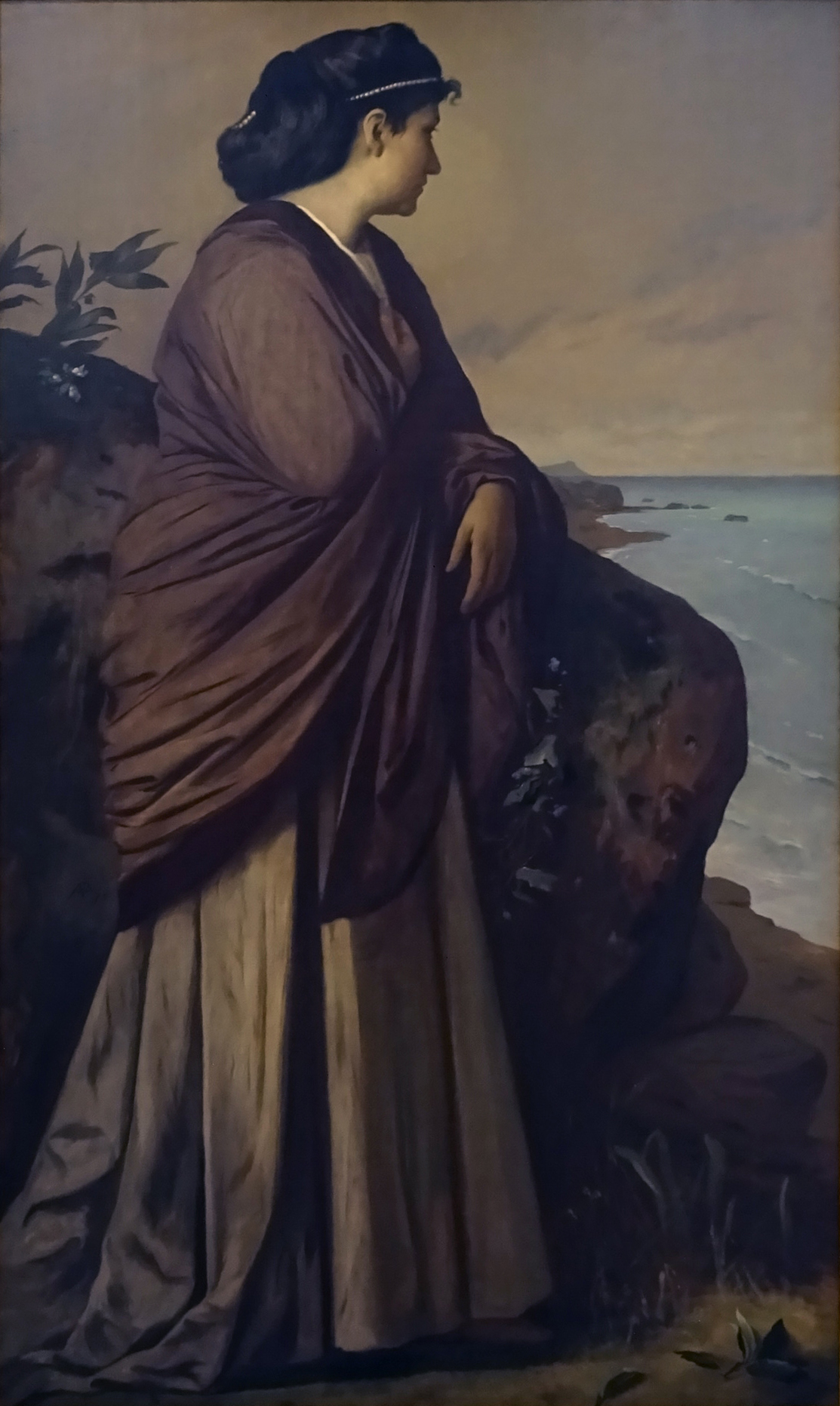
Iphigenie III, 1875
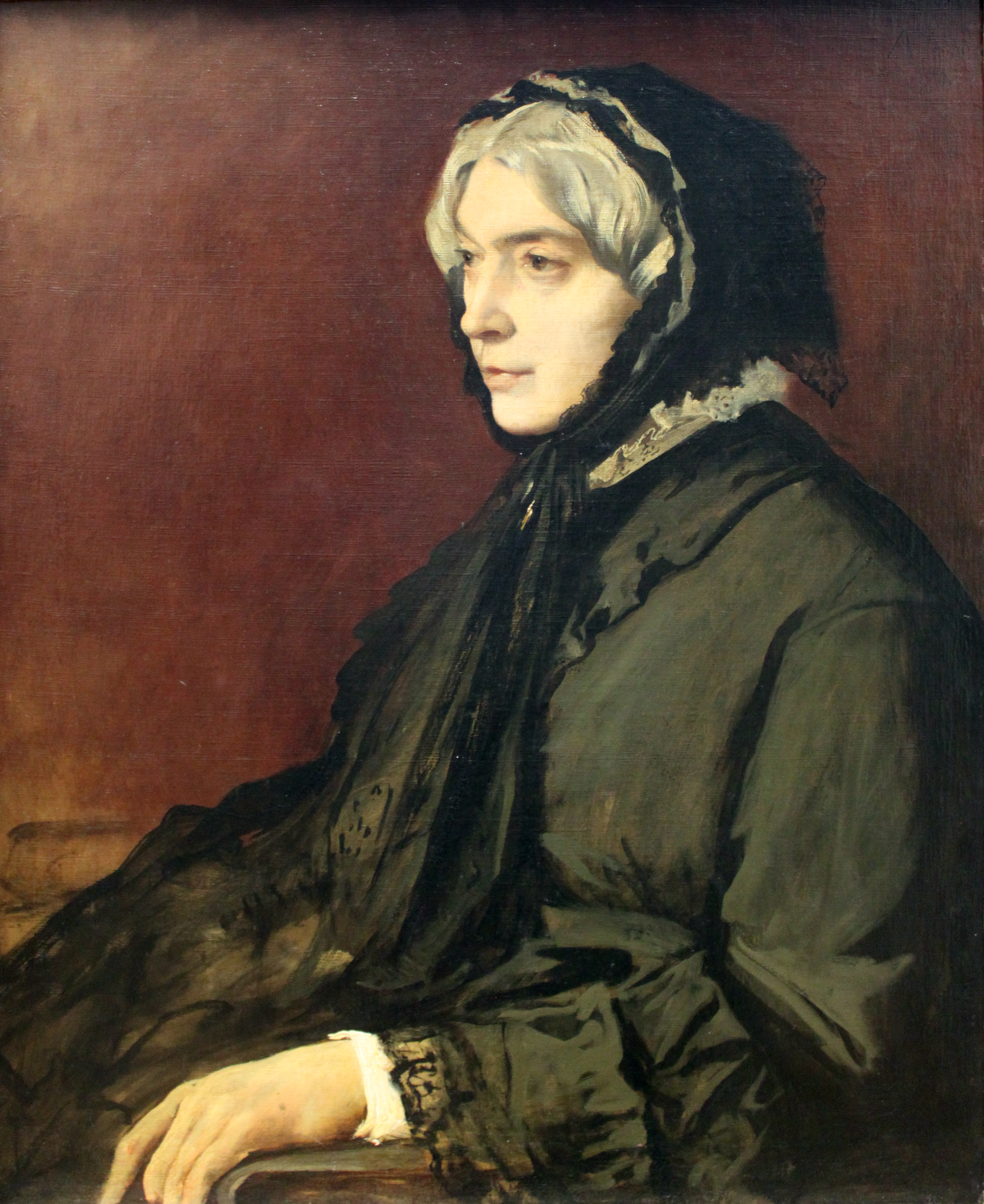
Die Stiefmutter des Künstlers, 1878